# Рона (департамент)
Ро́на (фр. Rhône, окс. Ròse, франкопров. Rôno) — департамент на юго-востоке Франции, один из департаментов региона Овернь — Рона — Альпы. С 1 января 2015 года город Лион и примыкающие к нему коммуны были выделены из департамента в отдельную административную единицу — Лионскую метрополию. Временный административный центр — Лион. 

## География
Площадь департамента составляет 2715 км² (после выделения Лионской метрополии). Через департамент протекают реки Рона, Сона. Департамент включает в себя 1 округ, 13 кантонов и 228 коммун.

## Демография
Население департамента составляет — 471 026 человек (население, включая отделённые территории — 1 762 866 человек по состоянию на 1 января 2012 года)

## История
Департамент Рона был образован 22 декабря 1793 года после разделения на две части департамента Рона-и-Луара, вызванного наказанием за Лионское восстание против Конвента. Первоначальная восточная граница департамента проходила по реке Роне.
В 1852 году в результате развития Лионской агломерации к департаменту были присоединены 5 коммун, находящихся на левом берегу реки Роны и первоначально входивших в департамент Изер: Гийотьер (вошедшая в состав города Лиона), Брон, Во-ан-Велен, Венисьё и Вилёрбан. 
1 января 1969 года создано Городское сообщество Лиона, объединившее в своём составе большое количество коммун. Поскольку по существовавшим на то время законам было невозможно объединение коммун из разных департаментов, 6 коммун из департамента Эн и 23 коммуны из департамента Изер присоединены к департаменту Рона. В 1971 году происходит ещё одно увеличение площади департамента, когда к нему присоединяется коммуна Колонбье-Соньё, до этого бывшая в составе департамента Изер.
1 января 2015 года 59 коммун, входивших в состав Городского сообщества Лиона, выделены из состава департамента в особое территориальное образование — Лионскую метрополию. На время переходного периода органы управления департамента остаются на территории города Лиона, не входящего больше в его состав.